# A-ba-ni-bi
«A-Ba-Ni-Bi» (hebreo:א-ב-ני-בי, viniendo a significar: "Yo", dentro de la expresión "(yo) te quiero"), fue la canción que ganó el Festival de la Canción de Eurovisión 1978 representando a Israel, cantada en hebreo por Izhar Cohen y Alphabeta. La canción está escrita por Ehud Manor, la música y la orquestación son de Nurit Hirsh. 
La canción habla sobre el amor, el amor que siempre se esconde y que no debería ser así. Cohen habla de ese primer amor que empezamos a sentir y que no decimos a nadie, y lo compara con el que queremos esconder o guardar en secreto cuando somos adultos. El propio título es un juego de palabras, un lenguaje inventado infantil para hablar en secreto, el "lenguaje Bet" que nombra en la misma canción. Consiste en añadir una "B" (que en hebreo se llama bet ) seguida de la correspondiente vocal según la sílaba entre las sílabas de una palabra o frase, para hacer "ininteligible" lo que se dice. Así pues, con la frase en hebreo "a-ni o-hev o-taj" (Te quiero....del original hebreo אני אוהב אותך) separado por sílabas, se le intercala el juego de palabras y queda: "a-ba-ni-bi o-bo-he-be-v o-bo-ta-ba-j". Ese es pues el título de la canción y lo que transmite es que no hablemos el lenguaje secreto, sino el lenguaje del amor.
Musicalmente la canción tiene una rareza, y es que termina justo cuando cambia la tonalidad. Es algo inusual, pues lo normal es que después de esto se repita al menos una vez el "estribillo".
La canción de Israel fue interpretada en el festival celebrado en París en el puesto 18, después de la canción de Luxemburgo y antes de la canción de Austria. Al final de la votación, acabó en primer lugar y recibió 157 votos.
Cuando se empezó a anticipar la victoria de la canción israelí la emisión fue cortada en los países de África del Norte y Oriente Medio. La televisión jordana dijo que fue Bélgica quién ganó (en realidad quedó 2) y no Israel. De igual manera, la prensa jordana se negó a reconocer que Israel había ganado, diciendo que la canción ganadora fue Bélgica.
También existe una versión en inglés, interpretada solamente por Izhar Cohen; y también existe versiones en español, interpretadas por El chaval de la peca y Carlos Baute.